# روبن اوریهوئلا
روبن اوریهوئلا (به اسپانیایی: Rubén Orihuela) ژیمناست زادهٔ ۱۹۸۷ (۳۷–۳۸ سال) میلادی اهل کشور اسپانیا است.